# Casa Fèlix Jaume
|  | Per a altres significats, vegeu «Casa Fèlix Jaume del Carrer Nou». |

La Casa Fèlix Jaume és un edifici al carrer Caamaño al nucli històric de la ciutat de Figueres (Alt Empordà) que forma part de l'Inventari del Patrimoni Arquitectònic de Catalunya. És un edifici entre mitgeres de planta baixa més tres pisos. Planta baixa dedicada totalment a local comercial, amb dos arcs escarsers un dels quals està tapat pel rètol de la botiga. El primer pis presenta tres balcons, de la mateixa mida els dels costats i més petit el central. Això es repeteix al tercer pis. Al segon pis la balconada és correguda. A cada pis, sota els balcons, la façana està decorada per frisos decoratius horitzontals amb ornamentació vegetal. A sobre del tercer pis apareix una motllura que dona pas a les golfes amb dues petites obertures.